# ورزشگاه باشگاه الشوله
ورزشگاه باشگاه الشوله (به عربی: ملعب نادی الشعلة) یک ورزشکاه فوتبال در عربستان سعودی است که در الخرج واقع شده‌است.